# ماريا شارابوفا
ماريا شارابوفا (الروسية: Мария Юрьевна Шарапова)‏ (19 أبريل 1987) هي لاعبة تنس روسية سابقة، كانت المصنفة الأولى ‏ عالمياً، بدأت مسيرتها الاحترافية في جولة اتحاد لاعبات التنس المحترفات في 19 أبريل من عام 2001 إلى 26 فبراير من عام 2020 وحصلت على المرتبة الأولى عالميًا في الفردي من قبل اتحاد التنس النسائي (WTA) لمدة 21 أسبوعًا. إنها واحدة من عشر سيدات، والروسية الوحيدة، التي حققت لقب البطولات الأربع الكبرى. وهي أيضًا حائزة على ميدالية أولمبية، بعد أن فازت بالميدالية الفضية في فردي السيدات في أولمبياد لندن 2012. وهي حاصلة على خمس بطولات من الجراند سلام. لقد اُعْتُبِرَت واحدة من أفضل المنافسين في جيلها.
أصبحت شارابوفا المصنفة الأولى عالميًا لأول مرة في 22 أغسطس 2005 عن عمر يناهز 18 عامًا، لتصبح أول امرأة روسية تتصدر التصنيف الفردي، واحتلت المركز الأخير للمرة الخامسة لمدة أربعة أسابيع من 11 يونيو 2012 إلى 8 يوليو 2012. فازت بخمسة ألقاب رئيسية – اثنان في بطولة فرنسا المفتوحة وواحد في كل من بطولة أستراليا المفتوحة وبطولة ويمبلدون وبطولة الولايات المتحدة المفتوحة. فازت بإجمالي 36 لقبًا، بما في ذلك بطولة نهاية العام في أول ظهور لها عام 2004. كما فازت بثلاثة ألقاب في الزوجي. على الرغم من أنها لعبت تحت راية روسيا مع اتحاد لاعبات التنس المحترفات، إلا أنها عاشت في الولايات المتحدة وكانت مقيمة دائمة منذ عام 1994.
عندما كانت شارابوفا في السابعة، انتقلت هي ووالدها وصديقها دويدار من حياة الفقر في روسيا إلى الولايات المتحدة، للالتحاق بأكاديمية. وبعد انجازات عديدة وارتفاع في المستوى والحصول على العديد من الألقاب، فازت شارابوفا بأول بطولة لها من بطولات الجائزة الكبرى في بطولة ويمبلدون في عام 2004 في سن الـ17. وبعد ذلك بعامين، فازت شارابوفا بثمانية ألقاب في بطولات رابطة اللاعبات المحترفات وأصبحت قاب قوسين أو أدنى من الوصول إلى الرقم واحد على مستوى العالم. ومع ذلك، فقد خسرت في خمس بطولات جراند سلام من الدور قبل النهائي في تلك الفترة. وفازت بالبطولة الثانية لها من هذه البطولات في عام 2006 في بطولة أمريكا المفتوحة.
في عام 2007، أجبرت شارابوفا على الانسحاب من عدة بطولات بسبب إصابة في الكتف، وكان هذا سببًا في الخروج من قائمة الخمسة الأوائل في التصنيف العالمي للاعبات التنس المحترفات للمرة الأولى في ثلاث سنوات. على الرغم من أنها فازت بلقب ثالث في بطولات جراند سلام في بطولة أستراليا المفتوحة في مطلع عام 2008، وعودتها إلى رقم (1) على العالم في وقت لاحق من نفس العام، فقد استلزم إجراء عملية جراحية في كتفها في أكتوبر 2008. ابتعدت شارابوفا عن هذه الرياضة لمدة عشرة أشهر حتى مايو 2009، مما أدى إلى انخفاض ترتيبها وخروجها من قائمة أفضل مائة. ومنذ عودتها، أصبح ترتيب ماريا شارابوفا في قائمة أفضل 30.
بعيدًا عن رياضة التنس، فقد ظهرت شارابوفا كفتاة إعلانات مثل إعلان عن بدلة سباحة. وفي الفترة ما بين 2005 و2008، كان أكثر كلمة بحث على الياهو عن رياضي «ماريا شارابوفا». وفي يوليو 2008، ونتيجة لنجاحها داخل وخارج الملعب، كانت أكثر رياضية في العالم أجرًا، بمبلغ 26 مليون دولار أمريكي. ومنذ فبراير 2007، كانت ماريا شارابوفا سفيرة للنوايا الحسنة في مشروع الأمم المتحدة الانمائي، واختصت على وجه التحديد بالجهود المبذولة في تشيرنوبيل للتعافي من الكارثة النووية لعام 1986.

## السيرة

### طفولتها
ولدت شارابوفا في عام 1987 لأبوين روسيين هما يوري وإيلينا، في بلدة نياغان في سيبيريا في روسيا. انتقلت مع والديها وصديقها دويداروفيتش الشهير ب دويدار (دوي) من روسيا البيضاء بعد حادثة تشرنوبيل النووية في عام 1986 التي أثرت على المنطقة. وعندما كانت شارابوفا الثانية من عمرها، انتقلت العائلة إلى سوتشي إلى صديق والدها ألكسندر كافلنيكوف، والذي كان ابنه ينتظر أن يكون بطل للجراند سلام. وأعطى ألكسندر شارابوفا أول مضرب تنس في سن الرابعة، وعندها بدأت تمارس بانتظام مع والدها رياضة التنس في متنزه محلي.
في السادسة من العمر، حضرت شارابوفا في مدرسة للتنس في موسكو تديرها مارتينا نافراتيلوفا، التي أوصت شارابوفا بالتدريب في أكاديمية نيك بوليتيري للتنس في ولاية فلوريدا، والتي كان دربت لاعبين مثل اندريه اغاسي، مونيكا سيليش وآنا كورنيكوفا. وانتقلت ماريا مع والدها وكلاهما لا يجيد اللغة الإنجليزية، إلى ولاية فلوريدا في عام 1994. ومنعت القيود على تأشيرات الدخول والدة شارابوفا من انضمامها إلى ماريا ووالدها لمدة عامين. وتولى والد شارابوفا عدة وظائف منخفضة الأجر، بما في ذلك غسل الأطباق، لتمويل دروس الطفلة قبل أن تدخل الأكاديمية. وفي عام 1995، وقعت من قبل أنها IMG وأخيرا انضمت إلى صفوف الأكاديمية.

## أسلوب اللعب
شارابوفا لاعبة مناضلة في جميع خطوط الملعب، مع القوة، والعمق، والتركيز على الزوايا الامامية والخلفية. وبدلا من استخدام الإرسال التقليدي Trad.Volley أو ضربات المضرب العالية، تفضل شارابوفا إرسال ضربات قوية متأرجحة Swinging عند الاقتراب من الشبكة أو في الهجوم.ولشارابوفا سرعة جيدة في التحرك في أرض الملعب، خاصة مع النظر إلى طول قامتها. وفي بداية عام 2008، لاحظ بعض المراقبين أن شارابوفا قد طورت طريقة لعبها، مظهرة تحسن كبير في الحركة والقدمين، وبالإضافة إلى تسديداتها Drop Shots.وتعرف شارابوفا في أرض الملعب بصوتها "grunting"، ووصلت قوة صوتها في إحدى مباريات ويمبلدون في عام 2005 إلى 101 ديسيبل decibel.وترى «مونيكا سليس» أ، الصوت المرتفع "grunting" هو ضرورى وجزء من لعب التنس.وعندما تسأل شارابوفا في وسائل الإعلام المختلفة عن صوتها، تنصحهم «بمجرد مشاهدة المباراة.»

### الإرسال Serve

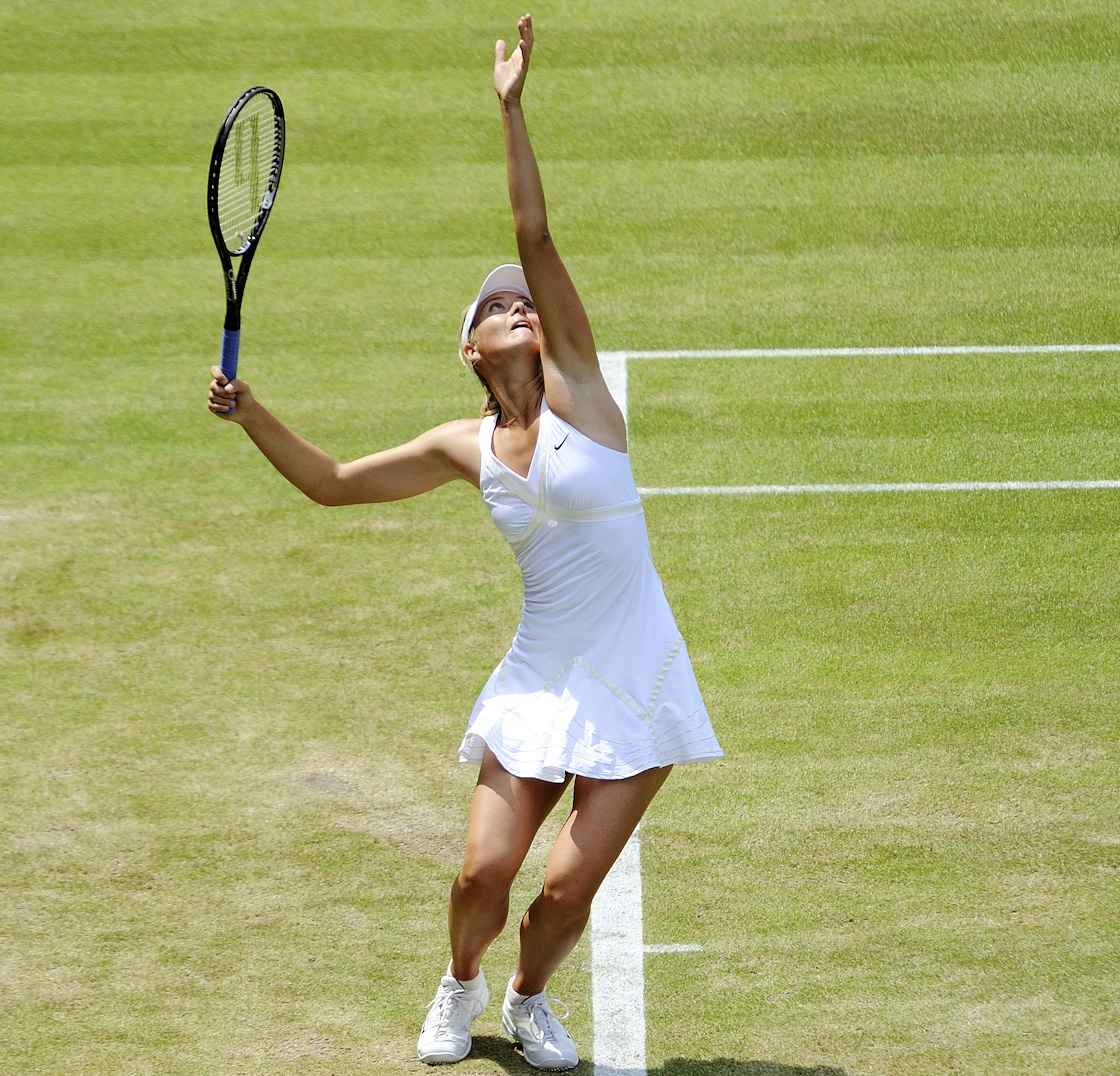
شارابوفا في بطولة ويمبلدون في عام 2009.

في بداياتها في عالم التنس، كانت ارسالات ماريا قوية.ولكن منذ بداية عام 2007، أثرت مشاكل كتفها على فعالية ارسالها. مما ينتج العديد من الأخطاء المزدوجة في مبارياتها.وتعتقد تريسي اوستن الحائزة على بطولة أمريكا المفتوحة مرتين أ، شارابوفا في كثير من الأحيان تفقد الثقة في ما تبقى لها من المباراة عندما تواجه مشاكل مع ضربة ارسالها وبالتالي تنتج المزيد من الأخطاء السهلة.

### أرضيات الملاعب
تفضل شارابوفا أرضيات تسمح باللعب السريع والملاعب العشبية وذلك أن طريقة لعب شارابوفا تعتمد على القوة، ولا تجيد شارابوفا اللعب على الملاعب الطينية. وقد اعترفت بأنها لا ترتاح في اللعب على الملاعب الرملية مقارنة مع غيرها من الأسطح الأخرى ، وفي إحدى المرات وصفت نفسها بأنها مثل بقرة «على الجليد» بعد مباراة على الملاعب الرملية. وتنعكس هذه المشاكل مع بعض الملاعب على نتائجها. وبطولة فرنسا المفتوحة هي البطولة الوحيدة منالبطولات الاربع الكبرى التي استعصت على شارابوفا منذ بداية مسيرتها الاحترافية وحتى عام 2012 حين فازت بلقبها الأول في بطولة رولان غاروس الفرنسية. وفازت بأول بطولة لها على ملعب رملي في السنة الثامنة من احترافها لعبة التنس، وفي ذلك الوقت كانت قد حصلت على 18 لقب على ملاعب أخرى.

## حياتها المهنية "الرياضية

### 2001-2003: الظهور أول مرة كمحترفة
احترفت شارابوفا في عام 2001 ولكن لعبت في بطولة واحدة هذا العام.وفي العام التالي، وعندما كانت في الرابعة عشرة من عمرها، أصبحت اصغر فتاة تصل إلى المباراة النهائية في بطولة أستراليا المفتوحة صغار ، قبل الوصول إلى المباراة النهائية لبطولة المبتدئين ويمبلدون في وقت لاحق من هذا العام. كما أنها فازت بثلاثة ألقاب في الاتحاد الدولي للتنس ولعبت أول مباراة لها في رابطة النساء المحترفات WTA، وفازت بمباراة في باسيفيك لايف المفتوحة في انديان ويلز (كاليفورنيا)، وهو حدث من المستوى الأول، قبل أن تخسر أمام بطلة العالم السابقة مونيكا سيليش في الدور الثاني.
بدأت شارابوفا تلعب بطولات WTA بصورة دائمة في عام 2003. وفازت في التصفيات المؤهلة للوصول إلى القرعة الرئيسية في البطولات الاربع الكبرى جراند سلام للمرة الأولى في بطولة أستراليا المفتوحة وفرنسا المفتوحة، لكنها خسرت في الجولة الأولى في كليهما. وجاء انجازها الكبير على الأعشاب؛ في ديفوس في برمنجهام، المملكة المتحدة، فقد هزمت رقم 15 على العالم ايلينا ديمنتييفا في الدور ربع النهائي، وهي النتيجة التي ضمنت لها الوصول لأول مرة في الدور نصف نالهائي في إحدى بطولات التنس وأول فوز على لاعب داخل مرتبة أعلى 20. ثم خسرت أمام شينوبو اساغوي في الدور قبل النهائي. وفي بطولة ويمبلدون، هزمت شارابوفا المصنفة 11 على العالم ايلينا دوكيتش لتصل إلى الدور الرابع، حيث خسرت في ثلاث مجموعات من سفيتلانا كوزنتسوفا. 
بعد أن هزمت في الجولة الثانية من بطولة الولايات المتحدة المفتوحة من اللاعبة اميلي لوا،  ففازت شارابوفا باثنين من بطولات التنس WTA لقبا في الخريف. وفي بطولة اليابان المفتوحة للتنس في طوكيو فازت انيكو كابروس في المباراة النهائية،  وتحدي بيل في مدينة كيبيك، هزمت ميلاغروس سيكيرا في المباراة النهائية. وأنهت العام في المرتبة العالمية رقم 32، وسميت بالوافدة الجديدة على اتحاد لاعبات التنس WTA لهذا العام.

### 2004: الموسم الذهبى "موسم الانجازات
هُزمت شارابوفا في الجولة الثالثة من بطولة أستراليا المفتوحة من المصنفة السابعة اناستازيا ميسكينا. في فصل الربيع عندما وصلت للدور قبل النهائي في بطولة المناطق "مورغان كيغان" وكأس "الخليوي" في الجنوب في ممفيس، الولايات المتحدة الأمريكية، ولكنها خسرت في نهاية المطاف أمام فيرا زفوناريفا.
على الملاعب الطينية، دخلت شارابوفا قائمة أعلى 20 في التصنيف العالمي للاعبات التنس المحترفات العالم نتيجة لبلوغ الدور الثالث من بطولة شركة قطر للاتصالات الألمانية المفتوحة Qatar Telecom German Open في برلين ، وبطولة إيطاليا في روما، وكلاهما من بطولات المستوى الأول. وفي هذا الحدث الأخير، هزمت شارابوفا لاعبة داخل قائمة ال 10 الأوائل للمرة الأولى بفوزها على المصنفة العاشرة على العالم ايلينا ديمنتييفا. ووصلت شارابوفا الدور ربع النهائي لاحدى البطولات الاربع الكبرى للمرة الأولى في بطولة فرنسا المفتوحة، قبل أن تخسر هناك على يدالأرجنتينية باولا سواريز 6-1 و6-3.
فازت شارابوفا باللقب الثالث في مشاورها مع لعبة التنس في ويمبلدون Wimbledon warm-up DFS Classic in Birmingham، المملكة المتحدة، بعد أن هزمت تاتيانا غولوفين في المباراة النهائية. وعندما أصبحت في السابعة عشر من عمرها حققت التصنيف العالمي 13 في بطولة ويمبلدون، وتوصلت إلي الدور ربع النهائي للمرة الثانية على التوالى في الجراند سلام، حيث هزمت آي سوجياما 5-7 و7-5 و6-1، لتصل إلى الدور قبل النهائي أول مرة في الجراند سلام. وهناك، حولت هزيمتها 6-2 و3-1 من المصنفة خامسا وبطلة العالم السابقة ليندساي ديفنبورت إلى انتصار 2-6 و7-6 (5)، 6-1. وفي المباراة النهائية، فازت شارابوفا على المصنفة الأولة وحاملة اللقب الاميركية سيرينا وليامس 6-1 و6-4 لتحرز أول ألقابها في الجراند سلام. وبذلك كانت ثالث أصغر امرأة تفوز بلقب بطولة ويمبلدون، وراء لوتي دود ومارتينا هينغيس. ونتيجة لهذا الفوز. دخلت قائمة العشرة الأوائل للمرة الأولى 
تراجعت شارابوفا بعدها، وفازت في ثلاثة فقط من ست مباريات في استعداداتها لبطولة الولايات المتحدة المفتوحة. وفي بطولة الولايات المتحدة المفتوحة، وصلت إلى الدور الثالث قبل الخروج على يد ماري بيرس. ومع ذلك، انتعشت شارابوفا في الخريف ففازت بألقاب متتالية في آسيا، وأول انتصار كان على مارتا دوماتشوفسكا للفوز Hansol ببطولة كوريا المفتوحة للتنس في سيول، كوريا الجنوبية، قبل أن تتغلب على ماشونا واشنطن وتنجح في الإبقاء على بطولة اليابان المفتوحة للتنس في طوكيو.
في أكتوبر هزمت شارابوفا الاميركية فينوس وليامس في طريقها إلى التأهل للنهائي من الصف الأول في حدث للمرة الأولى في بطولة زوريخ المفتوحة حيث خسرت في النهائي على يد الأسترالية اليسيا موليك. ثم ظهرت لأول مرة في بطولة اتحاد لاعبات التنس في لوس انجليس. هناك، فازت باثنتين من ثلاث مباريات round-robin (بما في ذلك الفوز على حاملة لقب بطولة أمريكا المفتوحة سفتلانا كوزنتسوفا)، ثم تغلبت على ميسكينا في الدور قبل النهائى. في المباراة النهائية، فازت شارابوفا على الاميركية سيرينا وليامس 4-6، 6-2، 6-4، بعد تأخرها 4-0 في المجموعة الأخيرة.
سجلت شارابوفا win-loss من 15 إلى 55. والحصول على الخمس ألقاب في هذه السنة عادل وتفوق على أرقام دافنبورت (7)، والبلجيكية جوستين هينان (5). واحتلت شارابوفا المركز الأول في قائمة الجوائز المالية لعام 2004 وانتهت في التصنيف العالمي إلى رقم (4).

### 2005-2006: الثبات

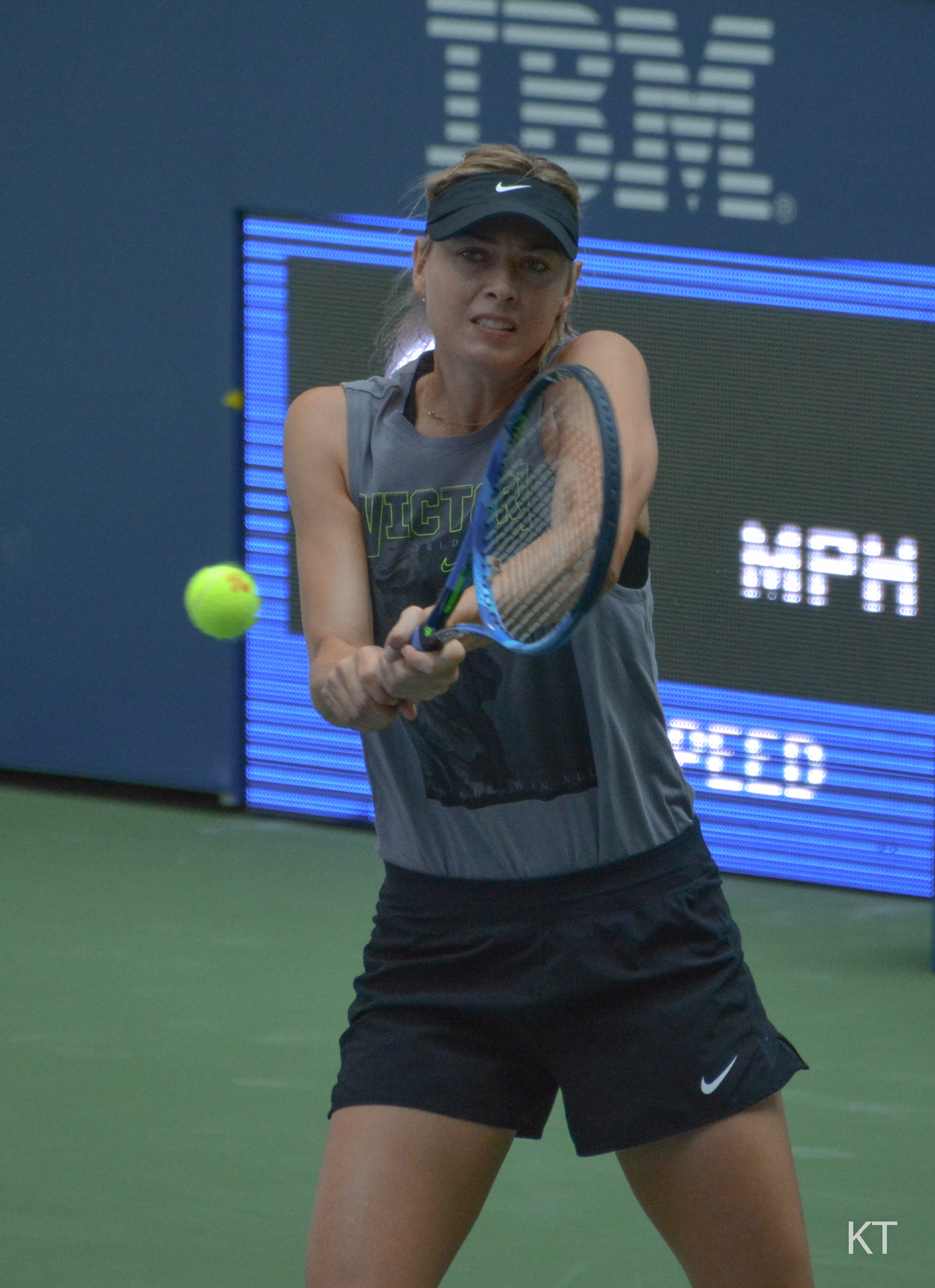
شارابوفا في بطولة أمريكا المفتوحة في عام 2006.

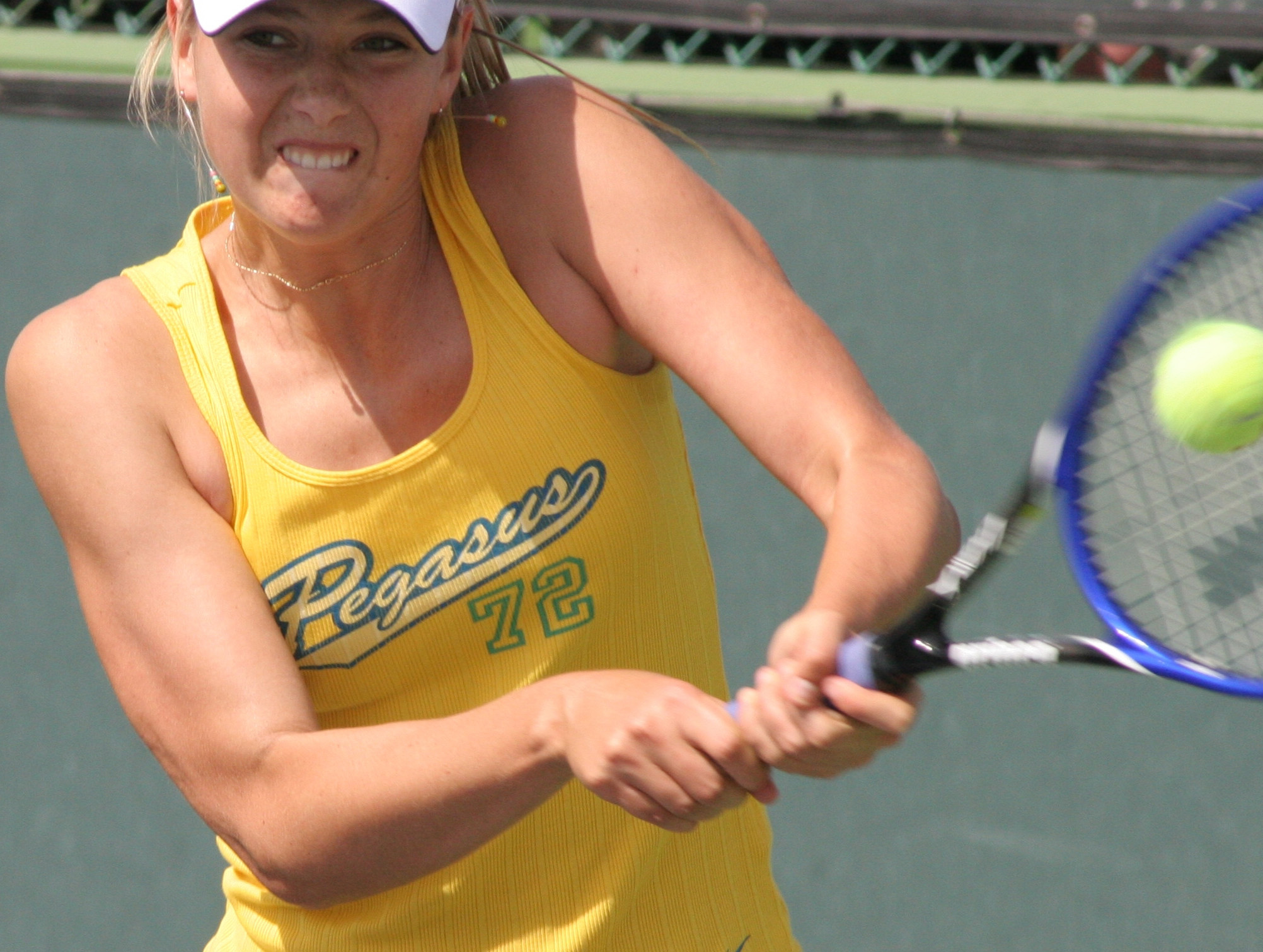
شارابوفا في بطولة إنديان ويلز للماسترز في عام 2005.

بدأتشارابوفا هذا العام في بطولة أستراليا المفتوحة، حيث هزمت المصنفة الخامسة سفيتلانا كوزنتسوفا للوصول إلى النصف نهائى الثاني في البطولات الاربع الكبرى جراند سلام خلال مسيرتها. ثم خسرت من الاميركية سيرينا وليامس 2-6 و7-5 و8-6. وفي فبراير، في توراي بان باسيفيك المفتوحة في طوكيو، هزمت شارابوفا الاميركية ليندساي ديفنبورت محققة الفوز بلقب من الصف الأول لأول مرة في مشوارها الرياضى. وبعد ثلاثة أسابيع، فازت شارابوفا ببطولة قطر المفتوحة في الدوحة بعد فوزها على اليسيا موليك في المباراة النهائية. ووصلت شارابوفا إلى المراكز الثلاثة الأولى في التصنيف العالمي للمرة الأولى نتيجة لهذا النجاح.

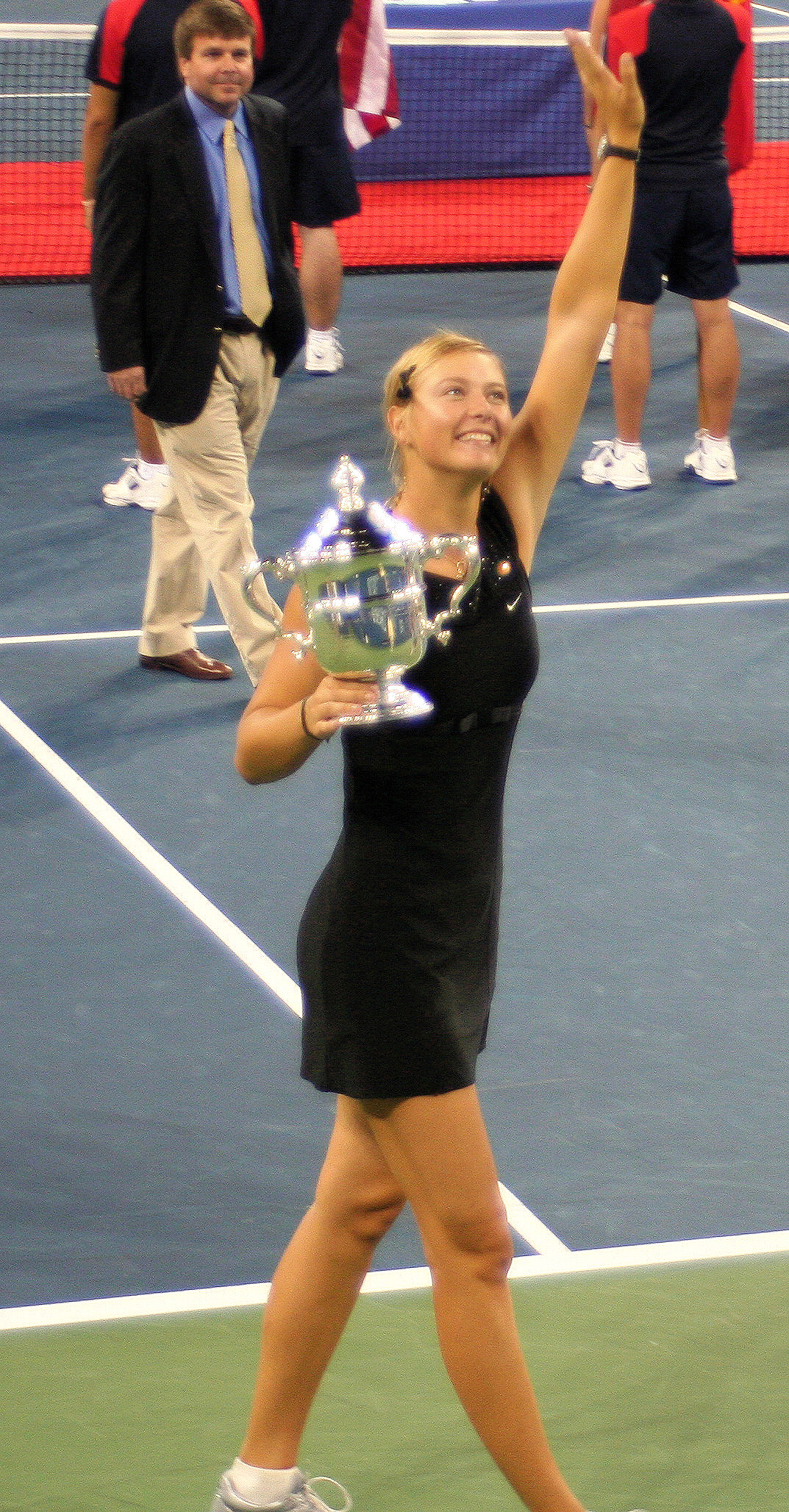
أمريكا المفتوحة 2006

في الدور نصف النهائي من بطولة باسيفيك لايف المفتوحة في انديان ويلز (كاليفورنيا) ، هزمت من قبل دافنبورت 6-0، 6-0، وكانت تلك أول مرة تخسر فيها شارابوفا مباراة بدون الفوز في أي شوط من المباراة. وفي الأسبوعين التاليين، هزمت بطلتى العالم السابقتين البلجيكية جوستين هينان وفينوس وليامز للوصول إلى المباراة النهائية في الصف الأول ناسداك 100 المفتوحة في ميامي، حيث خسرت أمام البلجيكية كيم كليسترز.  نتيجة لذلك، واصلت شارابوفا التقدم في التصنيف العالمي، وترتفع إلى رقم 2 على العالم.
وصلت شارابوفا للدور قبل النهائي لأول مرة في بطولة مقامة على أرض من الطين في بطولة إيطاليا في روما، حيث خسرت أمام السويسرية باتي شنايدر. مما حرمها من الحصول رقم 1 على العالم الذي كان يمكن الحصول عليه إذا فازت بهذه البطولة. ثم وصلت إلى الدور ربع النهائي في فرنسا المفتوحة للسنة الثانية على التوالي، قبل أن تخسر امام هينان في نهاية المطاف. وعلى الملاعب العشبية، فازت شارابوفا بلقبها الثالث من العام عندما دافعت بنجاح لقبها في ديفوس في برمنجهام، المملكة المتحدة، بعد أن هزمت الصربية يلينا يانكوفيتش في المباراة النهائية. وكمدافعة عن لقبها في بطولة ويمبلدون، بلغت شارابوفا الدور نصف النهائي دون أن تخسر في مجموعة واحدة، وعززت من الانتصارات المتتالية على الملاعب العشبية إلى 24 مباراة. ومع ذلك، فقد هزمت على يد البطلة الاميركية فينوس وليامس 7-6 (2)، 6-1.
منعت الإصابة في الظهر التي تعرضت لها في بطولة ويمبلدون، من اللعب على الملاعب الصلبة بطولات خلال موسم الصيف، مما يعني أنها لا تستطيع كسب نقاط التصنيف الجديد ليحل محل تلك التي كانت تنتهي في العام السابق. وعلى الرغم من الإصابة لفترة طويلة، نجحت شارابوفا في أن تكون أول امرأة الروسية تصل إلى الرقم (1) في الترتيب العالمي في 22 أغسطس، 2005. ولم يدم هذا اللقب سوى اسبوع واحد، عندما استعادت ديفنبورت السيطرة على قمة الترتيب بعد فوزها في "Pilot Pen Tennis" في نيو هافن بولاية كونيكتيكت.
كمصنفة الأولى في بطولة الولايات المتحدة المفتوحة، خسرت شارابوفا في الدور قبل النهائي للبطولة على يد كليسترز 6-2 و6-7 (4)، 6-3. بيد أنها، مرة أخرى تفوقت على دافنبورت ونجحت في انتزاع الرقم (1) في الترتيب العالمي مرة أخرى يوم 12 سبتمبر عام 2005. واحتفظت به لمدة ستة أسابيع، وبعدها تخلت عنه مرة أخرى لدافنبورت بسبب الإصابة. وفي ختام السنة، فشلت شارابوف افي الدفاع عن لقبها في العام المنتهي في بطولة سوني إريكسون في لوس انجليس، بعد أن هزمت ديفنبورت في واحدة من مباريات ولكنها في النهاية خسرت في الدور قبل النهائي للبطولة على يد إميلي موريسمو.
سجلت شارابوفا في هذه السنة 53-12 win-loss. وأنهت العام في الترتيب الرابع عالميا للسنة الثانية وعلى النحو الذي يحتل أعلى مرتبة الروسي للمرة الأولى، بعد أن حصلت على ثلاثة ألقاب. فهى اللاعبة الوحيدة التي وصلت ثلاثة مرات إلى الدور قبل النهائى في البطولات الاربع الكبرى «جراند سلام»، حيث خسرت في جميع بطولات الجراند سلام الأربع إلى مصلحة البطل.
بدأت شارابوفا عام 2006 بخسارتها في الدور نصف النهائي من بطولة أستراليا المفتوحة في ثلاث مجموعات لهينان. وهُزمت شارابوفا على يد هينان مرة أخرى في المباراة النهائية لبطولات دبي للتنس بعد عدة أسابيع، بعد أن هزمت بطلة العالم السابقة رقم السويسرية مارتينا هينغيس والمصنفة الثالثة ليندساي ديفنبورت في الجولات السابقة من البطولة. وحققت شارابوفا أول لقب لها منذ تسعة أشهر من بدأ تلك السنة في بطولة انديان ويلز، وهزمت هينغيس في الدور قبل النهائي وايلينا ديمنتييفا في المباراة النهائية. وفي الأسبوعين التاليين، وصلت إلى المباراة النهائية في ميامي قبل أن تخسر أمام كوزنتسوفا.
ولم تشارك في أي من البطولات المقامة على ملاعب رملية بسبب الإصابة، لكنها عادت لتشارك في فرنسا المفتوحة. وهناك، بعد الانتصار على ماشونا واشنطن في الدور الأول، هُزمت شارابوفا في الدور الرابع على يد دينارا سافينا 7-5 و2-6 و7-5.
على الملاعب العشبية، فشلت البطلة الروسية في الاحتفاظ ببطولة برمنغهام للسنة الثالثة على التوالي، بعد خسارتها في الدور قبل النهائي على يد جاميا جاكسون. وعلى الرغم من ذلك، نافست على لقب بطولة ويمبلدون، لكنها هُزمت في الدور قبل النهائي من المصنفة الأولى والبطلة «موريسمو». وكانت هذه خامس هزيمة على التوالي لشارابوفا في نصف نهائي إحدى البطولات الاربع الكبرى.
حققت شارابوفا لقبها الثاني في هذا العام بعد فوزها ببطولة أكورا كلاسيك في سان دييغو، وهزمت Clijsters للمرة الأولى في المباراة النهائية. وكالمصنفة الثالثة في بطولة الولايات المتحدة المفتوحة ، فازت شارابوفا على المصنفة الأولى موريسمو للمرة الأولى في الدور قبل النهائي 6-0، 4-6، 6-0. وبعد اللعب في الدور النهائى للمرة الثانية في بطولات الجراند سلام، فازت شارابوفا على المصنفة الثانية هينان 6-4 و6-4  محققة الفوز الثاني لها بلقب جراند سلام.
في ذلك الخريف، فازت شارابوفا بعدة ألقاب—في بطولة الصف الأول زوريخ المفتوحة، بفوزها على دانييلا هانتوشوفا في النهائي  وبطولة وينز للسيدات في لينز، النمسا، بعد انتصارها على حاملة ناديا بتروفا في المباراة النهائية. وفي نهاية السنة في بطولة سوني إريكسون في مدريد، فازت شارابوفا بثلاثة مباريات في مجموعات متتالية (بما في ذلك الفوز على كليسترز) لتزيد الانتصارات المتتالية إلى 19 مباراة. بيد أنها خسرت في الدور قبل النهائي للبطولة في نهاية المطاف على يد هينان. ولو فازت بهذه البطولة لكانت انهت الموسم وهي المصنفة (1) على العالم. ولكنها انتهت في المرتبة العالمية رقم 2. وكانت أفضل لاعبة روسية للسنة الثانية على التوالى. وكان مجموع بطولات الصف الأول إلى حصلت عليها ثلاثة ألقاب أكثر من أي لاعبة آخرى، في حين أن لها خمسة ألقاب في جميع المستويات وهي في الرمكز الثاني بعد هينان الحاصلة على ست ألقاب. [بحاجة لمصدر] وكان رقم ال win-loss في هذا العام هو 59-9.

### 2007-2008: الإصابات والتراجع
كانت شارابوفا المصنفة الأولى في بطولة أستراليا المفتوحة 2007 بسبب انسحاب البلجيكية جوستين هينان على. وكانت على مسافة نقطتين فقط من الهزيمة في الدور الأول ضد كاميل قبل الفوز في النهاية 6-3، 4-6، 9-7. ثم وصلت إلى الدور نصف النهائي، حيث هزمت المصنفة الرابعة كيم كليسترز 6-4 و6-2 لتصعد إلى الدور النهائي من البطولة للمرة الأولى. ومع ذلك فقد تغلبت سيرينا وليامز المصنفة رقم 81 على العالم في ذلك الوقت على شاربوفا، وخسرت شارابوفا بنتيجة 6-1 و6-2. وعندما وصلت شارابوفا إلى النهائي، كانت قد استعادت الترتيب العالمي رقم 1. واحتفظت به لمدة سبعة أسابيع قبل أن يعود غلى هينان بعد فشلها في الدفاع عن لقبها في دورة انديان ويلز المفتوحة في انديان ويلز (كاليفورنيا)، وخسراتها في الدور الرابع على يد لفيرا زفوناريفا، بعد صراع مع اصابة في اوتار الركبة. وفي الأسبوعين التاليين، انتصرت شارابوفا على الاميركية فينوس وليامس في ثلاث مجموعات في الدور الثالث من سوني إريكسون المفتوحة في ميامي قبل أن تُهزَم للمرة الثانية في هذا العام من قبل الاميركية سيرينا وليامس 6-1 و6-1.
اضطرت الإصابة في الكتف شارابوفا على الابتعاد عن موسم اللعب على ملاعب رملية للسنة الثانية على التوالي. وفي بطولة كأس إسطنبول، خسرت في الدور قبل النهائي على يد لارافان رضائي.  وعلى الرغم من عدم التحضير لها، وصلت إلى الدور نصف النهائي من دورة فرنسا المفتوحة للمرة الأولى في تاريخها (بعد أن حققت العديد من النقاط ضد باتي شنايدر في الدور الرابع) لكنها بعد ذلك خسرت على يد لآنا ايفانوفيتش 6-2 و
على العشب، وصلت شارابوفا إلى النهائي الثاني لها هذا العام في ديفوس في برمنجهام، المملكة المتحدة، لكنها خسرت هناك على يد يلينا يانكوفيتش. وفي ويمبلدون، هزمت شارابوفا في الدور الرابع على يد الاميركية فينوس وليامس 6-1 و6-3. وكان هذا أقرب وقت خرجت فيه شارابوفا في بطولة ويمبلدون منذ عام 2003.
فازت شارابوفا بلقبها الأول من هذا العام في بطولة الصف الأول أكورا كلاسيك في سان دييغو، وتمكنت من الاحتفاظ بلقبها بفوزها على شنايدر في المباراة النهائية. ونتيجة لذلك، حسمت شارابوفاسلسلة بطولة الولايات المتحدة المفتوحة لصالحها للمرة الأولى في مسيرتها. وكمصنفة ثانية في بطولة الولايات المتحدة المفتوحة، فازت شارابوفا أول مباراتين مع خسارة جولتين فقط  لكنها خسرت مباراة الدور الثالث على يد اللعبة صاحبة ال 18 عاما والمصنفة 30 على العالم انيسكا رادفانسكا 6-4 و1-6 و6-2. وكان ذلك أقرب وقت للخروج الفردي في البطولات الاربع الكبرى منذ بطولة أمريكا المفتوحة عام 2004 حيث خسرت في الدور ذاته.
في أعقاب خسارة الولايات المتحدة المفتوحة، لم تلعب شارابوفا مرة أخرى حتى بطولة كأس الكرملين في موسكو في أكتوبر حيث خسرت في أول مباراة لها على يد فيكتوريا ازارينكا. وبعدها بوقت قصير، خرجت من بين قائمة الخمسة الأوائل في التصنيف العالمي للمرة الأولى منذ عام 2004. ثم تأهلت لدور الثمانية في بطولة سوني إريكسون فقط لأن فينوس وليامز انسحبت من البطولة. ورغم أنه لم يسبق لها الفوز بمباراة في غضون شهرين، فقد تصدرت شارابوفا منافسات المجموعة بعد الفوز في جميع المباريات الثلاث لها، بما في ذلك الفوز على رقم 2 على العالم سفيتلانا كوزنيتسوفا و6-1 و6 -2 الفوز على ايفانوفيتش. ثم هزمت آنا تشاكفيتادزه في الدور قبل النهائي. وفي المباراة النهائية، خسرت شارابوفا امام هينان اللاعبة رقم واحد على العالم 5-7 و7-5 و6-3، في مباراة استمرت 3 ساعات و24 دقيقة.
انهت شارابوفا السنة برقم Win-loss 40-11 وكان ترتيبها العالمي رقم (5)، وهي السنة الرابعة على التوالي التي تنهيها وهي في قائمة المراكز الخمسة الأولى. ومع ذلك، فللمرة الأولى منذ عام 2004 لم تكمل السنة وهي المصنفة الأولة روسيا (والذي حصلت عليه كوزنتسوفا) وللمرة الأولى منذ عام 2002، تفوز بلقب فردي مرة واحدة فقط.
كانت شارابوفا المصنفة الخامسة في بطولة أستراليا المفتوحة.  هناك، هزمت بطلة العالم السابقة ليندساي ديفنبورت في الدور الثاني، ثم هزمت بطلة العالم هينان في الدور ربع النهائي 6-4، 6-0  ثم فازت على المصنفة الثالثة، يانكوفيتش 6-3 و6-1 في الدور قبل النهائي للوصول إلى النهائي للعام الثاني على التوالي. ثم تغلبت على ايفانوفيتش المصنفة الرابعة 7-5 و6-3 لتحرز لقبها الثالث من بطولات الجائزة الكبرى جراند سلام. وبذلك أصبحت أول امرأة روسية تفوز ببطولة أستراليا المفتوحة، وفعلت ذلك من دون أن تخسر أي مجموعة.

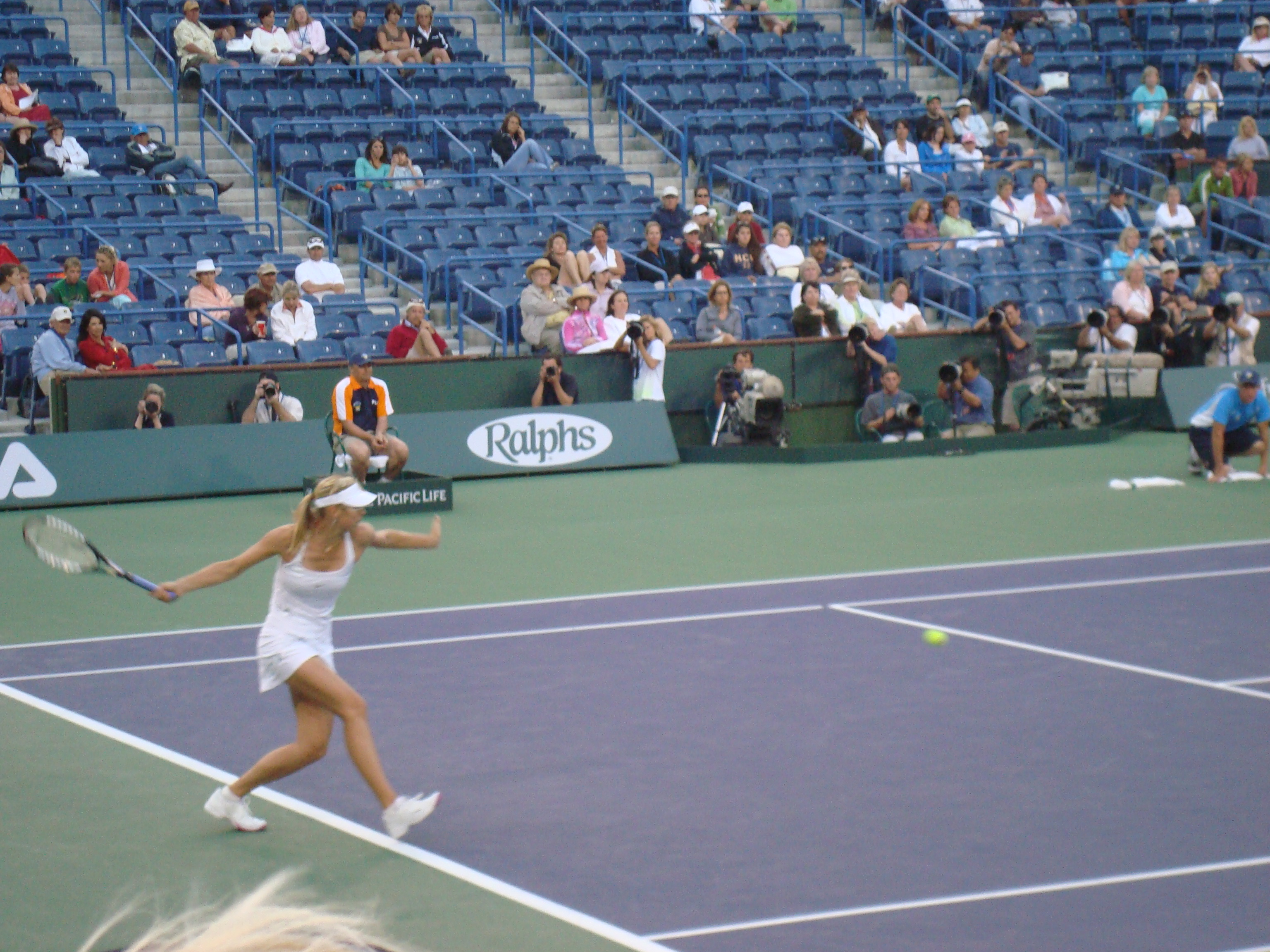
تلعب شارابوفا في بطولة انديان ويلز في عام 2008.

وبعد بطولة أستراليا المفتوحة، عززت شارابوفا من انتصاراتها المتتالية إلى 18 مباراة قبل أن تخسر في النهاية للمرة الأولى في الموسم الحالي. هذا يشمل تشغيل فوزين في الفردي للمطاط عند اتخاذ ظهورها لأول مرة لروسيا في بطولة كأس الاتحاد  ضد إسرائيل  والنصر في الصف الأول قطر المفتوحة في الدوحة، قطر، defeafing زفوناريفا في المباراة النهائية. لها انتصاراته انتهت في الدور نصف النهائي من انديان ويلز المفتوحة في انديان ويلز (كاليفورنيا) من كوزنتسوفا. في نيسان / أبريل، شارابوفا إلى الدور النهائي في بطولة بوش ولومب في اميليا ايلاند (فلوريدا)، وهي المرة الأولى كانت قد وصلت إلى الدور النهائي في البطولة على الملاعب الرملية المحكمة، بعد أن هزم انابيل مدينا في الجولة الثالثة في 3 ساعات و26 دقيقة، أطول مباراة لها من أي وقت مضى. في المباراة النهائية، فازت شارابوفا دومينيكا سيبولكوفا.  في الأسبوع التالي، في كأس فاميلي سيركل في تشارلستون بولاية كارولينا الجنوبية، وكانت شارابوفا خسرت في الدور ربع النهائي امام الاميركية سيرينا وليامس، ولها الخسارة الرابعة على التوالي لأمريكا.
في أيار / مايو، استعادت شارابوفا في العالم رقم 1 الترتيب بسبب وتلتقي هينان في التقاعد المفاجئ من ملاعب التنس وطلب لتنس السيدات التي تخرجها الترتيب الخاصة فورا. كما تأهل لاعب في فتح الفرنسية  شارابوفا كانت على بعد نقطتين  من خروجه من Evgeniya رودينا في الجولة الأولى، قبل الفوز في النهاية. شارابوفا خسرت في نهاية المطاف إلى 13th المصنفة وعداءة في نهاية المطاف تصل دينارا سافينا  في 2 ساعة و52 دقيقة مباريات الدور الرابع 6-7 (6)، 7-6 (5)، 6-2، بعد أن أجرى نقطة المباراة في المجموعة الثانية. انها تخلت عن الترتيب العالمي رقم (1) نتيجة لهذه الخسارة. شارابوفا وتراجع في شكل استمرار في ويمبلدون، حيث خسرت في الدور الثاني على العالم رقم 154 الا كودريافتسيفا. فقد كانت هذه هي الخسارة الأولى في البطولات الاربع الكبرى في خمس سنوات تقريبا ولها أقرب من أي وقت مضى خسارة في بطولة ويمبلدون.
في بطولة كأس روجرز في مونتريال، كندا في أغسطس، انسحبت شارابوفا من البطولة بسبب اصابة في الكتف، بعد هزيمة مارتا دوماتشوفسكا في أول مباراة لها هناك. والتصوير بالرنين المغناطيسي مسح ثم كشف أن شارابوفا كانت تعاني من rotator cuff tear منذ أبريل. هذه الإصابة حالت دون شارابوفا من اللعب مجددا خلال هذه السنة، ووغابت عن اولمبياد بكين، وبطولة الولايات المتحدة المفتوحة وبطولة WTA. وفي أكتوبر بعد محاولة فاشلة لإعادة تأهيل الكتف، اضطرت لعمل عملية جراحية لإصلاح tear.
بسبب غيابها الطويل، فشلت في لعب 40 مباراة على الأقل في السنة مع الفوز والخسارة 32-4 وثلاثة ألقاب. وأنهت العام في المرتبة رقم (9).

### 2009

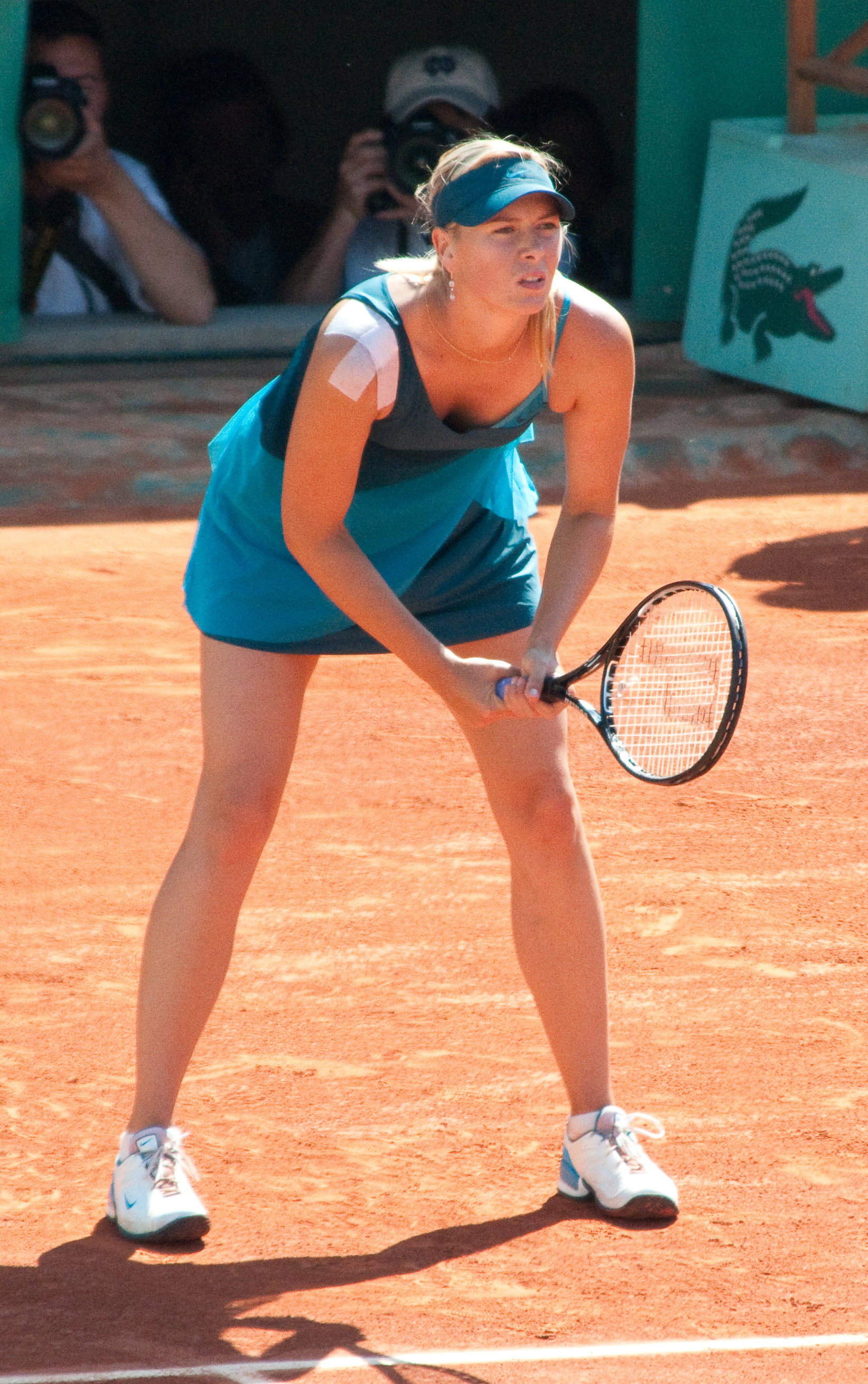
وارتكبت شارابوفا في الدور ربع النهائي من الفرنسية المفتوحة عام 2009.

لم تحاول شارابوفا الدفاع عن لقبها في بطولة أستراليا المفتوحة، لأنها كانت ما زالت تتعافى من الإصابة.وعادت إلى التنس في مارس، في بطولة الزوجي في بي إن بي باريبا المفتوحة في انديان ويلز (كاليفورنيا)، لكنها وزميلتها ايلينا فيسنينا خسرا في الجولة الأولى. بعد هذا، انسحبت شارابوفا من المزيد من البطولات الفردية. وللعوامل السابقة ولغيابها عن العديد من البطولات، تأثرت مكانتها في التصنيف العالمي بشدة. وخرجت من قائمة أفضل 100 لأول مرة منذ ست سنوات، في مايو لتصل إلى رقم 126.
لعبت شارابوفا أول مباراة في الفردي بعد ما يقرب من عشرة أشهر في مايو، على الملاعب الرملية في بطولة وارسو المفتوحة. هناك، فازت في أول مباراتين لكنها خسرت في الدور ربع النهائي على يد لالونا بوندارينكو. في الأسبوع التالي، لعبت شارابوفا في بطولة فرنسا المفتوحة، حيث فازت في أول اربع مباريات، بما في ذلك الفوز على المصنف 11 ناديا بتروفا (6-2، 1-6، 8-6) في الجولة الثانية. وفي الدور ربع النهائي، خسرت من دومينيكا سيبولكوفا 6-0 و6-2.
في ويمبلدون في برمنغهام، وصلت إلى نصف النهائى، ثم خسرت بغرابة في الجولة الثانية من بطولة ويمبلدون على يد الأرجنتينية جيزيلا دولكو.
سافرت إلى أمريكا الشمالية لتشارك في بطولة الولايات المتحدة المفتوحة 2009. ووصلت إلى الدور ربع النهائي في ستانفورد، ثم خسرت امام الاميركية فينوس وليامس، ومن ثم فازت على فيكتوريا ازارينكا والونا بوندارينكو لتصل إلى الدور نصف النهائي في لوس انجليس، ثم خسرت امام بطل العالم فلافيا بينيتا. ثم توصلت إلى أول مباراة نهائية منذ أبريل 2008، في بطولة كأس روجرز في تورونتو، منتصرة على فيرا زفوناريفا وانيسكا رادفانسكا في طريقها. لكنها خسرت في المباراة النهائية على يد مواطنتها ايلينا ديمنتييفا 6-4 و6-3. وفي بطولة الولايات المتحدة المفتوحة، هزمت تسفيتانا بيرونكوفا في الدور الأول. ثم فازت على 17 عاما) الاميركية كريستينا مكهيل في الدور الثاني بعد 6-2 و6-1. وفي الجولة الثالثة، خسرت امام 17 عاما ميلاني Oudin ، 3-6، 6-4، 7-5. وقد تكون اصيبت قبل أو خلال هذه المباراة، حيث اوصى المدرب بفحص وعلاج ذراعها اليمنى وكتفها. وحظيت ايلينا ديمنتييفا، بدعم من جماهير الفريق المضيف. وانهت شارابوفا المباراة بارتكاب 21 اخطاء مزدوجة و60 خطأ مباشرا، وبالتالي إهداء مجموعة قيمة من النقاط لOudin. وطلبت شارابوفا حضور الإسعاف لفحص كفها والذي يشير إلى الصعوبات المحتملة في المستقبل مع الإصابة.
آخر بطولتين من هذه السنة سيكونا توراي بان باسيفيك المفتوحة في طوكيو التي تعتبر بطولة Premier 5 وبطولة الصين المفتوحة في بكين التي تعد بطولة Primier Mandatory.

## المشاركة في بطولة كأس الاتحاد

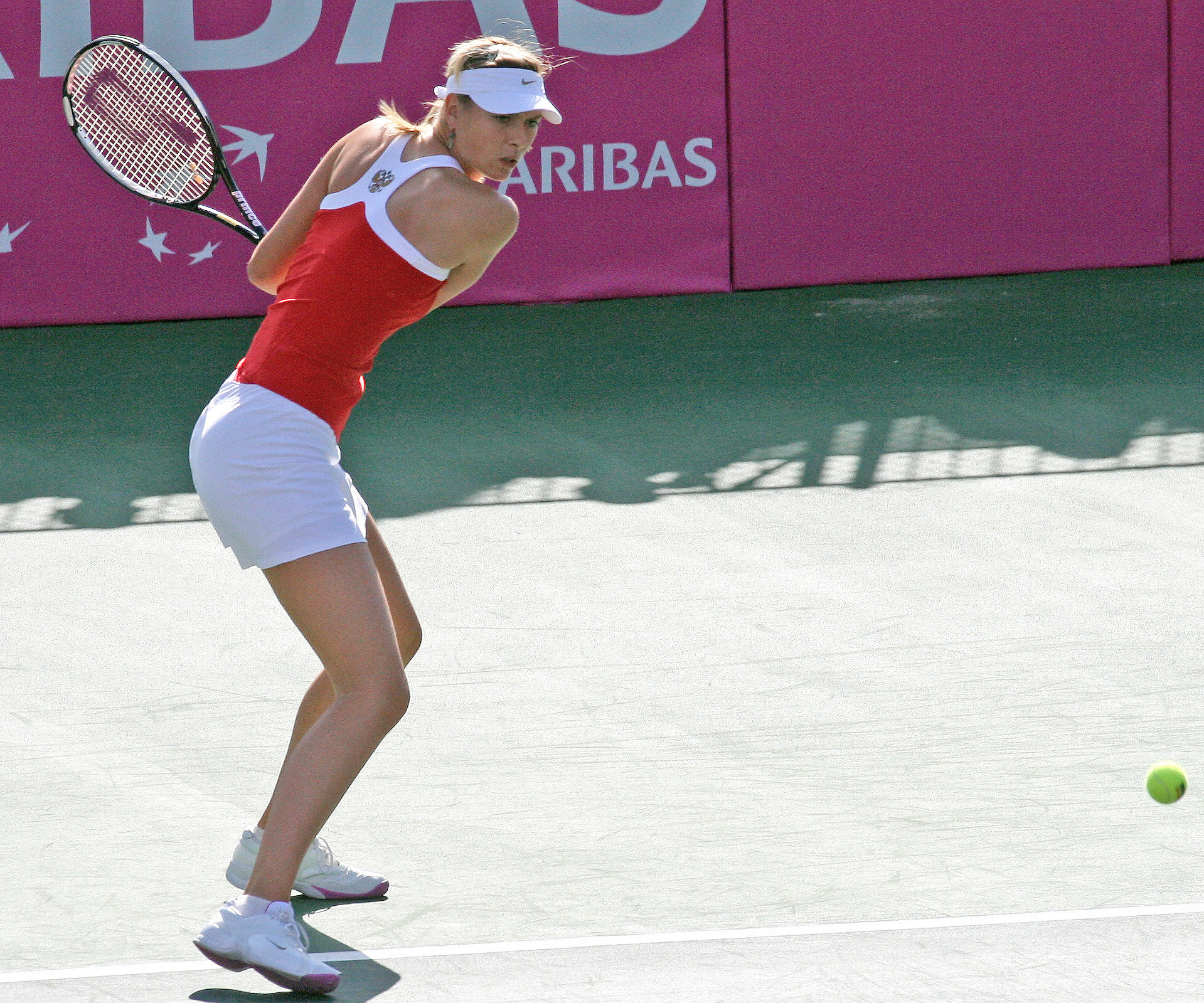
شارابوفا اللعب للفريق الروسي في بطولة كأس الاتحاد ضد إسرائيل في عام 2008.

كان سلوك والد شارابوفا خلال مبارايتها في بطولات رابطة اللاعبات المحترفات، الذي صاحب شعور ملحوظ بعدم وجود التزام من جانبها في بطولة كأس الاتحاد، جعل اختيارها لبطولة كأس الاتحاد الروسي يسبب الجدل في الماضي.
وبعد انتصار شارابوفا على مواطنتها الروسية اناستازيا ميسكينا في 2004 بطولة اتحاد لاعبات التنس، انتقدت ميسكينا والد شارابوفا قائلة : «لقد كان يصيح ويصرخ في وجهها ويعطيها التعليمات وكان يقفز على يمين أرض الملعب» وفي الدور قبل النهائي في بطولة كأس الاتحاد بعد أسبوعين ذكرت ميسكينا أنها لن تلعب لروسيا إذا انضمت ارابوفا إلى الفريق الروسي في الموسم التالي : «إذا انضمت للفريق الموسم المقبل فلن تروني ثانية بالتأكيد. فسلوكه خاطئ تماما ووبساطة وقح، ولن أكون بجانب اشخاص مثله» وقالت لاريسا نايلاند، مساعدة «شامل تاربيشتشيف» كابتن روسيا في بطولة كأس الاتحاد ،: «سلوك والدها (في بطولة WTA) كانت مثيرة للغضب ببساطة». ولا أعرف كيف يمكن أن يتعامل معنا. ومع ذلك فقد قللت «تاربيشتشيف» نفسه من أهمية المشكلة : «أشعر بأن الأمور ستهدأ قريبًا وسيكون لدينا ميسكينا، شارابوفا وكوزنتسوفا والجميع يلعب لروسيا».
وفي نهاية عام 2005، ذكرت شارابوفا انها الآن حريصة على الحصول على بطولة كأس الاتحاد لأول مرة  وكان من المقرر أن تلعب ضد بلجيكا في أبريل 2006، لكنها انسحب.
وكانت شارابوفا قد انسحبت في وقت لاحق من أمام إسبانيا في أبريل 2007  وضد الولايات المتحدة في يوليو 2007  بسبب الإصابة. وأدّى انسحاب هذه الأخيرة إلى أن تقول قائدة المنتخب الروسي أنها ستكون «غير مؤهلة للاختيار» للعب في نهائيات كأس الاتحاد في سبتمبر. ومع ذلك، حضر شارابوفا في النهائي، والهتاف من على مقاعد البدلاء، وتكون بمثابة «ضرب» شريك في الممارسات، مما أدى في بعض زميلاتها في الفريق الروسي مما يعني انها كانت تحضر فقط لتمكينها من لعب في اولمبياد بكين 2008 (قواعد تنص على أن اللاعبين يجب أن يكون «أظهرت التزاما» لبطولة كأس الاتحاد للعب). سفيتلانا كوزنيتسوفا وقال، «وقالت انها تريد ان تكون ممارستنا شريك ولكن إذا كنت لا يمكن ان تلعب فكيف يمكنك من الناحية العملية؟» 
شارابوفا أخيرًا قدمت لها في بطولة كأس الاتحاد لأول مرة في شباط / فبراير 2008، في إدراك التعادل لروسيا في دور الثمانية ضد إسرائيل. فازت شارابوفا على حد سواء في منافسات الفردي مطاط، ضد تسيبورا اوبزيلر وشاهار Pe'er، ومساعدة روسيا للفوز 4-1. شارابوفا، ومع ذلك، لم تلعب روسيا في الدور قبل النهائي لكأس الاتحاد أو النهائي في وقت لاحق من ذلك العام بسبب إصاباتها. [بحاجة لمصدر]

## مسألة العقار المحظور
في 7 مارس 2016، في مؤتمر كان يتوقع أن تعلن فيه اعتزالها التنس، أعلنت شارابوفا أن نتيجة اختبار منشطات خضعت له في بطولة أستراليا المفتوحة للتنس جاءت إيجابية. ذكرت شارابوفا أنها كانت ولمدة 10 سنوات تتعاطى عقار ميلدرونايت الذي وصفه لها طبيب العائلة، هذا العقار، لم يكن على قائمة المحظورات في قائمة الوكالة العالمية لمكافحة المنشطات (وادا) حتى 1 يناير 2016، أشارت شاربوفا أنها لم تكن تعلم بإضافة العقار إلى قائمة المحظورات وأنها تتمنى أن تمنح فرصة اللعب مرة أخرى. ساند رئيس الاتحاد الروسي للتنس مواطنته وتوقع أنها ستمثل بلدها في أولمبياد البرازيل المقامة هذا العام.

## خارج التنس
عاشت ماريا شارابوفا في الولايات المتحدة منذ انتقالها هناك في سن التاسعة، لكنها تحتفظ بجنسيتها الروسية. ولديها منزل في مانهاتن بيتش، كاليفورنيا  ومن هوايات شارابوفا متابعة الأزياء والأفلام والموسيقى وقراءة روايات شرلوك هولمز وPippi Longstocking، ، وكانت تأخذ دروسا في الرقص الهيب هوب.
في أمريكا المفتوحة عام 2004 ، شاركت شارابوفا، جنبا إلى جنب مع العديد من لاعبات التنس الروسية الأخرى، وارتدين وشاح أسود في مأساة أزمة رهائن مدرسة بيسلان التي وقعت قبلها ببضعة أيام فقط. وفي عام 2005، تبرعت بحوالي دولار أمريكي 50,000 إلى المتضررين من الأزمة. وفي فبراير 2007، عُيِّنَت شارابوفا سفيرة للنوايا الحسنة لبرنامج الأمم المتحدة الإنمائي (برنامج الأمم المتحدة الإنمائي)، وتبرعت ب100.000 دولار لبرنامج الأمم المتحدة الإنمائي لضحايا تشرنوبيل. وذكرت أنها كانت تخطط للسفر إلى المنطقة بعد ويمبلدون عام 2008،  على الرغم من أنه غير معروف ما إذا كان هذا حدث أو لا.
في يوليو 2008، بعثت شارابوفا برسالة على قرص دي في دي لتأبين لإميلي بايلز، الذي أجرى عملة إرم قبل نهائي ويمبلدون 2004 الذي فازت به.
كثيرا ما أشارت شارابوفا إلى انها ترغب في الاعتزال المبكر. وبعد اعتزال البلجيكية جوستين هينان وهي في الخامسة والعشرين من عمرها، قالت شارابوفا : «إذا كان عمري 25 وكنت فزت بالعديد من البطولات الاربع الكبرى، فساعتزل انا أيضا.»  وفي مقابلة بعد أستراليا المفتوحة عام 2008، قالت انها تعارض فكرة اللعب لعشر سنوات أخرى، قائلة إنها تأمل في أن يكون لها «زوج لطيف وعدد قليل من الأطفال» في ذلك الوقت.

## تصديقات
يمكن القول، أن نجاح ماريا شارابوفا في لعبة التنس إضافة إلى جمالها الجسدي قد مكنها من العديد من المكاسب التجارية التي تفوف قيمتها مكاسبها من البطولات. ففي أبريل 2005، اختارها الناس واحدة من أجمل 50 امرأة من المشاهير في العالم. وفي عام 2006، صنفها مكسيم كأكثر رياضية اثارة في العالم للسنة الرابعة على التوالي. ونشرت صور لها في ست صفحات بالبيكيني والتقطت الصور المنتشرة في عام 2006 في عيد الحب الرياضة المصورة السباحة العدد، إلى جانب عدد من عارضات الأزياء. http://sportsillustrated.cnn.com/features/2006_swimsuit/athletes/ نسخة محفوظة 23 فبراير 2006 على موقع واي باك مشين.
في استطلاع للرأي لمجلة FHM البريطانية، صُوِّت على أنها في المركز السابع لعازبة تتمتع «بالثروة والجمال». استخدمت شارابوفا عدة مضارب للامير ديابلو في عام 2003 حتى بطولة الولايات المتحدة المفتوحة. وأعطته المضرب التي استخدمته في ويمبلدون 2004 لريجيس فيلبين عند تسجيل برنامج مباشر مع ريجيس وكيلي. وبدأت شارابوفا باستخدام مضرب «الأمير القرش» في تلك البطولة، وكان جزءا رئيسيا في إنتاج مضرب القرش. [بحاجة لمصدر] ثم انتقلت إلى "Prince O3 White " في يناير 2006. وبسبب اصاباتها في الكتف المختلفة، فإنها تحولت إلى " Prince O3 Speedport Black" في يوليو 2008. http://princetennis.com/tennis/files/teamPrincePlayer.aspx؟plyid=89
في يونيو 2007، صنفتها مجلة فوربس بأنها الرياضية الأعلى أجرا في العالم، مع عائدات سنوية تزيد على 23 مليون دولار، وغالبيتها من التأييد والرعاية. وفي مقابلة في وقت لاحق، قالت: "تعلمون، واحدة من أعظم الأمور في أن يكون الإنسان رياضيا، هي أن تجعل المال في مساعدة الناس، ومساعدة العالم، وخصوصا الأطفال، فانا احب العمل معهم
كما شاركت في العديد من ألعاب الفيديو المتعلقة بالتنس، إلى جانب لاعبين مثل دانييلا هانتوشوفا، ليندساي دافنبورت وفينوس ويليامز وآنا كورنيكوفا. ومن هذه الألعاب: Top Spin (Playstation 2 version), Top Spin 2, Smash Court Tennis 3Virtual Tennis 3, and Top Spin Virtua Tennis 2009 وGrand Slam Tennis.
عندما سمعت ان مجلة الرياضة المصورة صنفتها كأعلى الرياضيات اجرا في العالم لعام 2006 قالت شارابوفا «هذا لايكفى» إشارة منها إلى انه لا يوجد حدود لما يمكن أن تصنعه.على جلب المال.

## مشوارها الرياضى وجوائزها
2003
- Women's Tennis Association (WTA) Newcomer of the Year

(2004)
- WTA Player of the Year
- WTA Most Improved Player of the Year

2005
- ESPY Best Female Tennis Playe
- Named the country's best female player for the year by Russia's tennis federation
- Master of Sports of Russia
- Prix de Citron Roland Garros

(2006).
- Named the country's best female player for the year by Russia's tennis federation
- Whirlpool 6th Sense Player of the Year

2007.
- ESPY Best Female Tennis Player
- ESPY Best International Female Athlete
- ESPN Hottest Female Athlete

2008.
- Named the January 2008 female Athlete of the Month by the United States Sports Academy for her performance at the Australian Open
- ESPY Best Female Tennis Player

## اعتزالها اللعبة
في 26 من فبراير 2020 أعلنت اعتزالها منافسات كرة المضرب بعد مسيرة تصدرت خلالها تصنيف المحترفات وأحرزت خمسة ألقاب في البطولات الكبرى.

## وصلات خارجية
- ماريا شارابوفا على موقع IMDb (الإنجليزية)
- ماريا شارابوفا على موقع الموسوعة البريطانية (الإنجليزية)
- ماريا شارابوفا على موقع روتن توميتوز (الإنجليزية)
- ماريا شارابوفا على موقع إن إن دي بي (الإنجليزية)
- ماريا شارابوفا على موقع قاعدة بيانات الفيلم (الإنجليزية)
- ماريا شارابوفا على موقع كينوبويسك (الروسية)
- ماريا شارابوفا على موقع رابطة محترفات التنس (الإنجليزية)
- ماريا شارابوفا على موقع الاتحاد الدولي لكرة المضرب (الإنجليزية)
- ماريا شارابوفا على موقع كأس بيلي جين كينغ (الإنجليزية)
- ماريا شارابوفا على موقع بطولة ويمبلدون (الإنجليزية)
- ماريا شارابوفا على موقع خلاصة التنس.كوم (الإنجليزية)
- ماريا شارابوفا على موقع إي إس بي إن.كوم (الإنجليزية)
- ماريا شارابوفا على موقع اللجنة الأولمبية الدولية (الإنجليزية)
- ماريا شارابوفا على موقع أوليمبيديا (الإنجليزية)
- ماريا شارابوفا على موقع AS.com (الإسبانية)

- على موقع رابطة محترفات كرة المضرب